# Guadalupe Buena Vista
Guadalupe Buena Vista är en ort i Mexiko.   Den ligger i kommunen Tetela de Ocampo och delstaten Puebla, i den sydöstra delen av landet, 150 km öster om huvudstaden Mexico City. Guadalupe Buena Vista ligger 1 670 meter över havet och antalet invånare är 122.
Terrängen runt Guadalupe Buena Vista är kuperad österut, men västerut är den bergig. Terrängen runt Guadalupe Buena Vista sluttar norrut. Runt Guadalupe Buena Vista är det ganska tätbefolkat, med 65 invånare per kvadratkilometer. Närmaste större samhälle är Zacapoaxtla, 16,3 km öster om Guadalupe Buena Vista. I omgivningarna runt Guadalupe Buena Vista växer i huvudsak städsegrön lövskog.